# Âne de Miranda
L’âne de Miranda ou âne mirandais est une race d’âne portugais originaire du Nord-Est du pays, et plus particulièrement de la Terre de Miranda qui lui a donné son nom.  

## Histoire
L'âne de Miranda est originaire du Nord-Est du Portugal, et plus précisément de la commune de Miranda do Douro. C'est la seule race autochtone du pays,.
Sa reconnaissance date de 1999 et est du fait du travail de recherche réalisé par l’ingénieur Luisa Samões pour le parc naturel du Douro. La race est depuis reconnue par la Communauté européenne.
Rustique, il participe au labour des terres arides de la région et au transport des charges lourdes.
La race a connu un déclin limité lié à la motorisation, car le morcellement des parcelles agricoles, leur difficulté d'accès et la faible production agricole rendent toujours nécessaire l'utilisation de l'âne.

## Description

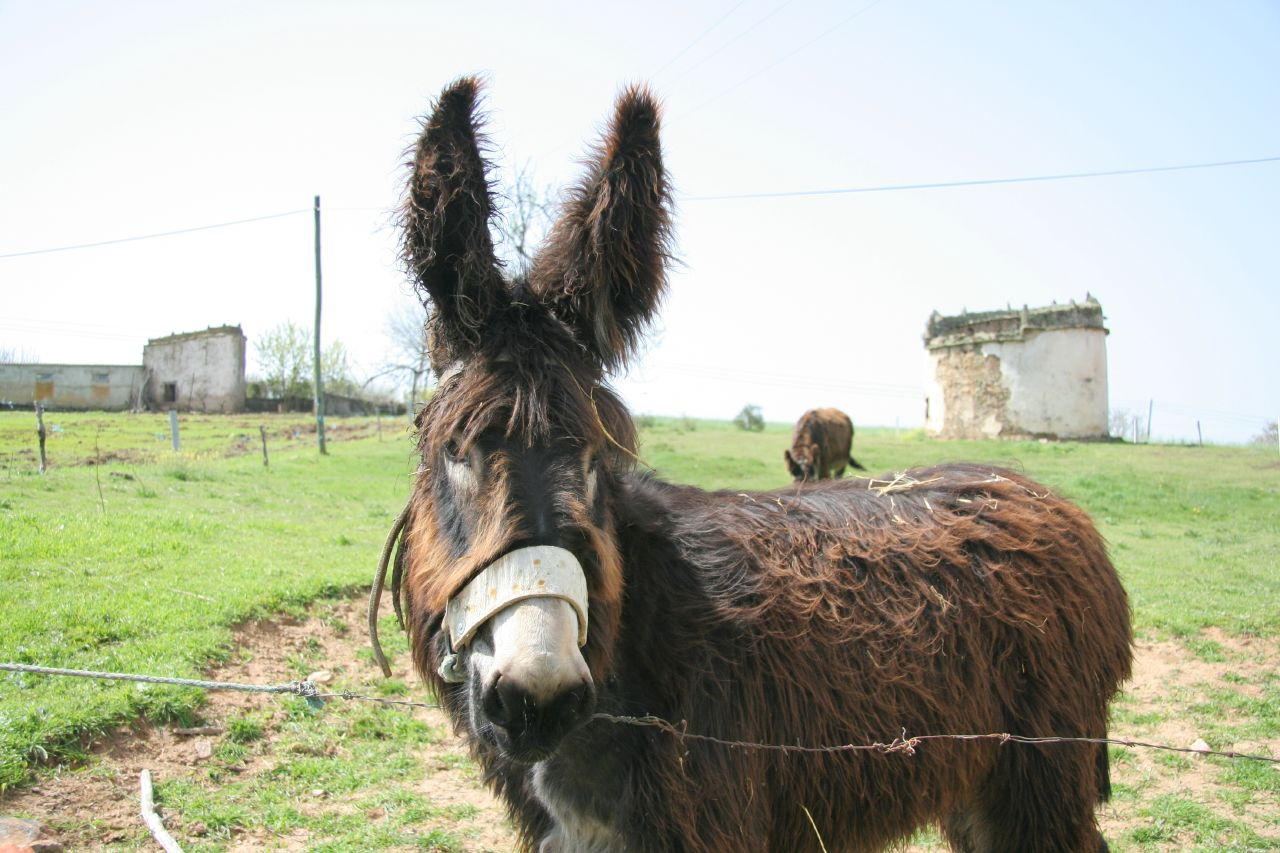
Le poil est long et épais.

C'est un âne physiquement robuste. Il est corpulent et rustique,. Il est de taille de moyenne avec une hauteur au garrot comprise entre 1,20 m et 1,35 m,. Sa robe varie de bai foncé à bai-brun avec de grandes nuances plus claires sur le dos et sur la face intérieure du tronc,. Son poil est long et épais particulièrement abondants sur les flancs.
Sa tête est volumineuse avec un museau court et le bout du nez blanc. Les ganaches sont prononcées. Ses lèvres sont épaisses et ses yeux cerclés de blanc,. Ses oreilles sont de grande taille, large à la base et avec les pointes arrondies. De longs poils abondants garnissent l'intérieur,. L'encolure est courte et épaisse,. Le garrot est peu saillant. Le dos, court et bien musclé, tend à l'horizontal. Le poitrail est large, les épaules courtes et bien développées. Le ventre est volumineux et les flancs incurvés. La croupe, en forme d'ogive, est plus élevée que le garrot. Les membres sont épais avec des articulations volumineuses,. Le sabot, ample, est recouvert de poils abondants.
Ses allures, peu agiles, sont cependant de grand amplitude.

## État de l'élevage
L'association APEGA, association pour l'étude et la protection des troupeaux asiniens, est l'association nationale de race qui gère l'âne de Miranda. Fondée en 2001, elle est chargée de la promotion de la race, de sa valorisation ainsi que la gestion du stud-book. Elle veille ainsi au maintien du standard et assure sa pérennité.
L'élevage d'âne de Miranda est très présent dans le berceau de la race à savoir le nord-est du pays. En 2003, la population d'ânes de Miranda est évaluée à 1 000 femelles et à 40 baudets reproducteurs. En 2005, ce sont 1 200 sujets qui sont recensés dans le livre généalogique de la race. La race doit cependant faire face à un nombre d'éleveurs vieillissant,, leur âge moyen étant de 68 ans, tout comme l'âge moyen des animaux, l'âge moyen des femelles rencontrées étant de 16 ans, ce qui entraine une raréfaction de baudets reproducteurs.

## Utilisations
La race est connue pour ses aptitudes mulassières. Il est également utiliser en randonnée. 

## Dans la culture
Des manifestations traditionnelles ou à l'initiative de l'APEGA dans l'objectif de la promotion de la race sont régulièrement organisées,.

#### Ouvrages généralistes
- Victor Siméon, Anes & Mulets : Découverte et techniques d'entretien et de dressage, Paris, De Vecchi, 2008, 186 p. (ISBN 978-2-7328-9280-1, OCLC 470657623), p. 131

#### Études
- (pt) Miguel Quaresma1, Miguel Nóvoa, António Monteiro, José Manuel Almeida et Maria Portas, A raça Asinina de Miranda, Revista portuguesa de ciências veterinárias, 2005 (lire en ligne [PDF])

#### Articles de presse
- Carlos Henriques Pereira, « Une race asine portugaise : L'âne mirandais », Les Cahiers de l’Âne, no 17,‎ novembre-décembre 2006, p. 30-34 (lire en ligne)